# Leptocera duplex
Leptocera duplex är en tvåvingeart som beskrevs av Rohacek 1991. Leptocera duplex ingår i släktet Leptocera och familjen hoppflugor.
Artens utbredningsområde är Ungern. Inga underarter finns listade i Catalogue of Life.